# Tasmanitaceae
Tasmanitaceae, porodica zelenih algi, dio reda Pseudoscourfieldiales. Sastoji se od dva fosilna roda

## Rodovi
1. †Tasmanites E.T.Newton 20
2. †Tytthodiscus Norem 2